# Ctimene suspensa
Ctimene suspensa là một loài bướm đêm trong họ Geometridae.